# Бејшор Гарденс (Флорида)
Бејшор Гарденс (енгл. Bayshore Gardens) насељено је место без административног статуса у америчкој савезној држави Флорида.

## Демографија
По попису из 2010. године број становника је 16.323, што је 1.027 (-5,9%) становника мање него 2000. године.
| Група             | 2000.          | 2010.          |
| Белци             | 14.689 (84,7%) | 11.583 (71,0%) |
| Афроамериканци    | 690 (4,0%)     | 1.200 (7,4%)   |
| Азијати           | 217 (1,3%)     | 174 (1,1%)     |
| Хиспаноамериканци | 1.426 (8,2%)   | 3.105 (19,0%)  |
| Укупно            | 17.350         | 16.323         |